# Верхні Ірх-Сірми
Верхні Ірх-Сірми́ (рос. Верхние Ирх-Сирмы, чув. Тури Упакасси) — присілок у складі Маріїнсько-Посадського району Чувашії, Росія. Входить до складу Першочурашевського сільського поселення.
Населення — 41 особа (2010; 55 у 2002).
Національний склад:
- чуваші — 100 %